# Regione Benisciangul-Gumus
La regione dei Benisciangul e dei Gumus (in amarico ቤንሻንጉል ጉሙዝ, Benšangul Gumuz)  è una regione (kilil) dell'Etiopia occidentale.
La regione-stato è stata istituita nel 1995. Ha incorporato parte del territorio delle ex province di Uolleggà e Goggiam. Confina a nord e a est con la regione degli Amara, a sud-est e a sud con la regione di Oromia. A occidente ha un confine internazionale con il Sudan.
La regione è prevalentemente montuosa. Vi scorre il Nilo Azzurro (Abay) nell'area centrale, dapprima scorrendo verso ovest e poi verso nord per entrare nel territorio sudanese. Il Nilo Azzurro riceve da sud il fiume Dabus che segna parte del confine con la regione di Oromia.
La capitale è la città di Asosa posta a 1570 metri di altezza nell'ovest della regione.

## Geografia antropica

### Suddivisioni amministrative
La regione è divisa in tre zone amministrative, ed in una zona speciale:
- Asosa
- Kemashi
- Metekel

- Mao Komo (zona speciale)

## Società

### Evoluzione demografica
Da una stima redatta dalla Central Statistical Agency of Ethiopia (CSA) e pubblicata nel 2005 la popolazione risulta essere costituita da 625 000 abitanti. 
I gruppi etnici principali che compongono la popolazione sono: Berta, Gumus e Shinasha. Durante gli anni del governo del Derg (1974-1987) molti abitanti degli altopiani centrali e settentrionale si sono insediati nella regione.